# SQ109
SQ109是一种开发中的抗分枝杆菌药物，靶点为分枝杆菌的MMPL3蛋白（mycobacterial membrane protein large 3，分枝杆菌膜蛋白3）。